# My Father Is Strange
My Father is Strange (Koreaans: 아버지가 이상해, abeojiga isanghae) is een Zuid-Koreaanse drama/comedyserie uit 2017. De serie werd in Zuid-Korea vanaf 4 maart 2017 uitgezonden op de Zuid-koreanse zender KBS2 en eindigde op 27 augustus 2017 na 1 seizoen. De serie zou oorspronkelijk 50 afleveringen hebben, maar vanwege zijn populariteit werden er 2 extra afleveringen aan toegevoegd.

## Inhoud
My Father is Strange speelt zich af in Suwon. Het volgt het verhaal van een Koreaanse familie, de Byuns. De serie draait om het leven van de ouders, Byun Han-Soo en Na Young-Sil, en hun vier volwassen kinderen. De familie wordt op zijn kop gezet wanneer een beroemde acteur, Ahn Joong-Hee, beweert dat hij de zoon is van Byun Han-Soo. Hij besluit bij zijn nieuwe familie in te trekken en zijn plaats in de familie op te eisen.

## Rolverdeling

### Hoofdrollen
- Kim Yeong-cheol als Byun Han-su/Lee Yoon-seok. Han-su is de eigenaar van "Vader's Snack Bar" en het gezinshoofd. Vroeger was hij een judoka op de middelbare school, maar na valselijk te zijn beschuldigd van een misdaad, belandde hij in de gevangenis en werd zijn toekomst verwoest. Zijn identiteit werd veranderd in Byun Han-soo nadat zijn beste vriend bij een ongeluk betrokken was en ze van identiteit wisselden. Later, wanneer Ahn Joong-hee hem opspoort, leert hij dat Joong-hee de echte zoon van Han-su is. Hij besluit Joong-hee bij zijn gezin te laten wonen uit schuldgevoel voor de identiteitswisseling en wordt uiteindelijk de vader die Joong-hee nooit heeft gehad.

- Kim Hae-sook als Na Young-sil. Young-sil is de vrouw van Lee Yoon-seok. Ze helpt Yoon-seok in de snackbar en is erg beschermend ten opzichte van haar familie. Ze stond altijd aan de zijde van haar man, zelfs nadat hij uit de gevangenis kwam. Ze smeekte Yoon-seok om zijn nieuwe identiteit als Byun Han-su te behouden voor het welzijn van hun kind en zijn toekomst.

- Ryu Soo-young als Cha Jeong-hwan. Jeong-hwan is de enige zoon van Cha Gyu-taek en Oh Bok-nyeo. Hij werkt als producent bij KBC-studio's. Zijn carrière krijgt een boost wanneer hij een show over huwelijksadvies begint na geïnspireerd te zijn door zijn eigen ouders. Hij steunt Hye-young in haar carrière en bij het zuiveren van de naam van haar vader.

- Lee Yu-ri als Byun Hye-yeong/Lee Hye-yeong. Hye-yeong is een advocaat en de oudste dochter van Lee Yoon-seok en Na Young-sil. Ze herstelt de goede naam van haar vader door zijn onschuld aan te tonen. Ze wordt bekend door haar succes met haar vaders zaak.

- Lee Joon als Ahn Joong-hee. Joong-hee is een voormalige idoolzanger die acteur wordt bij Gabi Entertainment. Hij verhuist bij de familie Byun/Lee om te begrijpen hoe het is om bij zijn "vader" te wonen en om zijn acteervaardigheden te verbeteren. Hij wordt uiteindelijk verliefd op Mi-yeong, wat voor innerlijke conflicten zorgt.

- Jung So-min als Byun Mi-yeong/Lee Mi-yeong. Mi-yeong is de tweede dochter van het gezin en een voormalige judoka die na een blessure besluit haar leven opnieuw te beginnen. Ze wordt de manager van Ahn Joong-hee en krijgt te maken met werkproblemen en persoonlijke verwarring.

- Min Jin-woong als Byun Joon-young/Lee Joon-young. Joon-young is de oudste zoon van het gezin, die jarenlang heeft gestudeerd voor zijn ambtenarenexamen en verantwoordelijker wordt in moeilijke tijden.

- Ryu Hwa-young als Byun Ra-yeong/Lee Ra-yeong. Ra-yeong is de jongste dochter van het gezin, een yogalerares die actief is op sociale media en een relatie begint met Park Chul-soo.

- Ahn Hyo-seop als Park Chul-soo. Chul-soo is een voormalige voetballer en voetbalcoach die een relatie krijgt met Ra-yeong en de goedkeuring van zijn vader krijgt om zijn passie en carrière te volgen.

## Kijkcijfers
- In deze tabel vertegenwoordigen de blauwe cijfers de laagste beoordelingen en de rode cijfers de hoogste beoordelingen.

| 1         | 4 maart 2017     | 22,9% (1ste) | 22,7% (1ste) |
| 2         | 5 maart 2017     | 26,5% (1ste) | 25,7% (1ste) |
| 3         | 11 maart 2017    | 21,4% (1ste) | 20,7% (1ste) |
| 4         | 12 maart 2017    | 24,4% (1ste) | 24,5% (1ste) |
| 5         | 18 maart 2017    | 22,5% (1ste) | 21,4% (1ste) |
| 6         | 19 maart 2017    | 27,1% (1ste) | 26,3% (1ste) |
| 7         | 25 maart 2017    | 22,4% (1ste) | 21,6% (1ste) |
| 8         | 26 maart 2017    | 26,8% (1ste) | 25,6% (1ste) |
| 9         | 1 april 2017     | 21,9% (1ste) | 21,9% (1ste) |
| 10        | 2 april 2017     | 25,8% (1ste) | 25,5% (1ste) |
| 11        | 8 april 2017     | 22,3% (1ste) | 22,4% (1ste) |
| 12        | 9 april 2017     | 26,8% (1ste) | 25,9% (1ste) |
| 13        | 15 april 2017    | 22,8% (1ste) | 22,4% (1ste) |
| 14        | 16 april 2017    | 28,0% (1ste) | 27,6% (1ste) |
| 15        | 22 april 2017    | 23,0% (1ste) | 22,4% (1ste) |
| 16        | 23 april 2017    | 23,5% (1ste) | 23,4% (1ste) |
| 17        | 29 april 2017    | 24,2% (1ste) | 23,9% (1ste) |
| 18        | 30 april 2017    | 27,1% (1ste) | 26,7% (1ste) |
| 19        | 6 mei 2017       | 25,2% (1ste) | 24,4% (1ste) |
| 20        | 7 mei 2017       | 29,2% (1ste) | 28,4% (1ste) |
| 21        | 13 mei 2017      | 26,1% (1ste) | 25,6% (1ste) |
| 22        | 14 mei 2017      | 30,4% (1ste) | 29,2% (1ste) |
| 23        | 20 mei 2017      | 24,0% (1ste) | 23,0% (1ste) |
| 24        | 21 mei 2017      | 30,5% (1ste) | 29,3% (1ste) |
| 25        | 27 mei 2017      | 24,2% (1ste) | 23,8% (1ste) |
| 26        | 28 mei 2017      | 31,0% (1ste) | 31,1% (1ste) |
| 27        | 3 juni 2017      | 26,4% (1ste) | 25,1% (1ste) |
| 28        | 4 juni 2017      | 31,0% (1ste) | 30,7% (1ste) |
| 29        | 10 juni 2017     | 26,1% (1ste) | 25,1% (1ste) |
| 30        | 11 juni 2017     | 31,7% (1ste) | 30,9% (1ste) |
| 31        | 17 juni 2017     | 26,5% (1ste) | 25,2% (1ste) |
| 32        | 18 juni 2017     | 31,6% (1ste) | 31,1% (1ste) |
| 33        | 24 juni 2017     | 27,4% (1ste) | 27,5% (1ste) |
| 34        | 25 juni 2017     | 31,4% (1ste) | 31,2% (1ste) |
| 35        | 1 juli 2017      | 28,8% (1ste) | 28,7% (1ste) |
| 36        | 2 juli 2017      | 33,2% (1ste) | 33,0% (1ste) |
| 37        | 8 juli 2017      | 28,8% (1ste) | 28,8% (1ste) |
| 38        | 9 juli 2017      | 32,5% (1ste) | 32,4% (1ste) |
| 39        | 15 juli 2017     | 28,7% (1ste) | 29,0% (1ste) |
| 40        | 16 juli 2017     | 33,4% (1ste) | 33,1% (1ste) |
| 41        | 22 juli 2017     | 27,0% (1ste) | 26,9% (1ste) |
| 42        | 23 juli 2017     | 32,1% (1ste) | 32,3% (1ste) |
| 43        | 29 juli 2017     | 28,0% (1ste) | 28,2% (1ste) |
| 44        | 30 juli 2017     | 31,0% (1ste) | 31,2% (1ste) |
| 45        | 5 augustus 2017  | 28,3% (1ste) | 28,4% (1ste) |
| 46        | 6 augustus 2017  | 32,2% (1ste) | 32,4% (1ste) |
| 47        | 12 augustus 2017 | 27,9% (1ste) | 27,2% (1ste) |
| 48        | 13 augustus 2017 | 34,1% (1ste) | 34,4% (1ste) |
| 49        | 19 augustus 2017 | 30,3% (1ste) | 30,1% (1ste) |
| 50        | 20 augustus 2017 | 36,5% (1ste) | 36,3% (1ste) |
| 51        | 26 augustus 2017 | 28,6% (1ste) | 28,2% (1ste) |
| 52        | 27 augustus 2017 | 33,7% (1ste) | 33,3% (1ste) |
| Gemiddeld | Gemiddeld        | 27,8%        | 27,4%        |